# Muirne
Muirne o Muireann Muncháem ("belle labbra") era la madre di Fionn mac Cumhail nel ciclo feniano della mitologia irlandese.
Aveva molti pretendenti, ma suo padre, il druido Tadg mac Nuadat, aveva previsto che il suo matrimonio avrebbe portato alla perdita della sua casa sulla collina di Almu, quindi li rifiutò tutti. Ma uno di loro, Cumhall, capo dei Fianna, la rapì. Tadg fece appello al Sommo Re, Conn delle Cento Battaglie, che mise fuorilegge e inseguì Cumhall.
In seguito Cumhall fu ucciso nella Battaglia di Cnucha, ma Muirne era già incinta, quindi suo padre la respinse e disse ai suoi seguaci di bruciarla. Conn lo evitò e mandò Muirne alla protezione di Fiacal mac Conchinn e sua moglie, la druidessa Bodhmall, che era la sorella di Cumhall. Diede alla luce un figlio, che chiamò Deimne, ma che in seguito divenne noto come Fionn.
Muirne lasciò il ragazzo alle cure di Bodhmall e di una donna guerriera di nome Liath Luachra, che lo allevò in segreto nella foresta. In seguito sposò un re locale, Gleor Lámderg, e rivide suo figlio solo una volta, sei anni dopo, quando ella venne a trovarlo nella foresta.